# Jerzy Chmura
Jerzy Ryszard Chmura (ur. 24 kwietnia 1925 w Łodzi, zm. 31 marca 2016) – polski prawnik, adwokat, senator II kadencji.

## Życiorys
Syn Władysława i Janiny. W okresie II wojny światowej pracował w Zakładach Przemysłu Lotniczego w Rzeszowie, był jednocześnie (pod pseudonimem Frater) członkiem wywiadu Armii Krajowej.
W 1950 ukończył studia na Wydziale Prawa Uniwersytetu Jagiellońskiego. Dwa lata później uzyskał uprawnienia adwokata. Do 1990 pracował w zespołach adwokackich w Szczecinie, następnie praktykował w ramach własnej kancelarii adwokackiej. Był członkiem władz samorządu adwokackiego, publikował artykuły w prasie branżowej.
W 1980 poparł powstanie NSZZ „Solidarności”, udzielał porad prawnych strukturom związku. Został następnie doradcą prawnym zarządu Regionu Pomorze Zachodnie. Po wprowadzeniu stanu wojennego występował jako obrońca kilkudziesięciu działaczy NSZZ „S” w procesach politycznych. Bronił m.in. Mieczysława Ustasiaka w tzw. procesie jedenastu. Współpracował z Komitetem Helsińskim w Polsce.
W okresie 1991–1993 sprawował mandat senatora II kadencji wybranego w województwie szczecińskim. W kadencji 1997–2001 pełnił funkcję sędziego Trybunału Stanu. Był związany z Unią Demokratyczną, następnie Unią Wolności. W 2005 poparł powstanie Partii Demokratycznej.
Odznaczony Krzyżem Komandorskim Orderu Odrodzenia Polski (2009), wyróżniony Złotą Odznaką „Zasłużony dla Adwokatury” (2006) oraz Medalem „Zasłużony dla Wymiaru Sprawiedliwości – Bene Merentibus Iustitiae”. W 2015 otrzymał Krzyż Wolności i Solidarności.
Został pochowany na cmentarzu Centralnym w Szczecinie.